# Rosa macrantha
Rosa macrantha — вид листопадных растений, относящихся к роду Шиповник (лат. Rósa) семейства Розовые.
По поводу статуса вида данные противоречивы.
Согласно The Plant List, такого вида не существует.
По информации из книги Flora Helvetica, 2001 посвященной флоре Швейцарии, Rosa micrantha Sm. имеет белые или бледно-розовые цветки. Цветёт в июне. Местообитания: сухие и тёплые места в холмисто-горных областях. Хромосомы: 2n = 28, 35, 42.
По данным сайта Rogers Plants Ltd., этот вид имеет гибридное происхождение: Rosa ×macrantha (=Rosa gallica × ?).
По данным сайта Germplasm Resources Information Network (GRIN):
Rosa macrantha N. H. F. Desp. является синонимом Rosa ×waitziana nothovar. macrantha (N. H. F. Desp.) Rehder
По данным сайта HelpMeFind.com посвящённого селекции роз, данный вид зарегистрирован под названием Rosa micrantha Borrer ex. Sm.. В литературе о сортах роз может описываться под названиями:
- R. micrantha
- R. nemerosa
- Rosa nemerosa Lib. ex Lej.
- Small Flowered Sweet Briar[4]

## Описание
Цветки простые, белые или светло-розовые.
Высота куста до 180 см.

## В культуре
Зоны морозостойкости (USDA-зоны): от 6b до 9b.
Лучше растёт в сухом климате.